# Отто Октавиус (серия фильмов Сэма Рэйми)
О́тто Окта́виус (англ. Otto Octavius), также известный как До́ктор Осьмино́г (англ. Doctor Octopus) и Док Спрут (англ. Doc Ock) — персонаж трилогии Сэма Рэйми «Человек-паук» и фильма Джона Уоттса «Человек-паук: Нет пути домой» (2021), входящего в медиафраншизу «Кинематографическая вселенная Marvel» (КВМ). Основан на одноимённом персонаже Marvel Comics.
Октавиус — физик-ядерщик, стремившийся обеспечить мир нескончаемой энергией при помощи управляемого термоядерного синтеза со своей женой Рози (актриса — Донна Мёрфи). Эксперимент Октавиуса спонсируется отделом генетических и научных исследований Oscorp, возглавляемым Гарри Озборном. Октавиус намертво закрепляет на себе четыре роботизированных манипулятора, оснащённых искусственным интеллектом (ИИ), и использует их для стабилизации эксперимента. Однако процесс выходит из под контроля, в результате чего чип-ингибитор, подавляющий воздействие ИИ, уничтожается. После этого инцидента манипуляторы захватывают разум доктора и навязывают ему идею продолжить эксперимент, в результате чего он вступает в битву с Человеком-пауком. Собрав установку, эксперимент снова выходит из под контроля, и доктор, после слов Питера Паркера, берёт манипуляторы под контроль, разрушает установку и тонет вместе с ней.
Октавиус переносится в другую вселенную за несколько мгновений до своей гибели из-за неправильного магического заклинания, однако Питер Паркер этой реальности создаёт для Октавиуса новый чип-ингибитор, в результате чего доктор навсегда берёт манипуляторы под свой контроль. Отто помогает Человеку-пауку и двум его альтернативным версиям излечить других перемещённых в эту вселенную суперзлодеев, после чего возвращается в свою реальность.
Роль Октавиуса в КВМ и серии фильмов Сэма Рэйми исполнил британо-американский актёр Альфред Молина. Впервые Октавиус появляется в фильме «Человек-паук 2» (2004), и затем возвращается в фильме «Человек-паук: Нет пути домой» (2021). Молина также озвучивает персонажа в игре по фильму «Человек-паук 2».
Выступление Молины в роли персонажа, считающегося одним из самых ранних изображений Октавиуса как трагического злодея, было положительно воспринято как критиками, так и зрителями; персонаж также считается одним из самых знаковых злодеев супергеройских фильмов.

## Концепция и создание

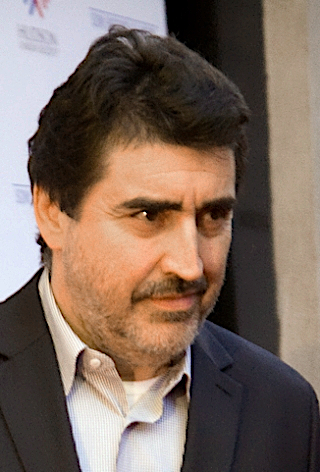
Альфред Молина в 2009 году

Персонаж Отто Октавиуса / Доктора Осьминога впервые появился в печати в «The Amazing Spider-Man» #3 (июль 1963 года) и был создан писателем Стэном Ли и художником Стивом Дитко. Ли рассказал: «Обычно при создании злодея первое, о чём я думал, было имя, а затем я пытался подумать: „Ну, теперь, когда у меня есть имя, кем будет персонаж и что он будет делать?“ По какой-то причине я подумал об осьминоге. Я подумал: „Я хочу назвать кого-нибудь Осьминогом. И я хочу, чтобы у него была пара дополнительных рук просто ради забавы“. Но я должен был понять, как это сделать». Вскоре персонаж вновь появился в «The Amazing Spider-Man» #11-12, а затем снова в #31-33, став любимцем фанатов.
Отто Октавиус должен был стать второстепенным антагонистом в «Человеке-пауке» (2002), но режиссёр Сэм Рэйми в конце концов отказался от этой концепции в пользу того, чтобы провести больше времени с Гарри и Норманом Озборнами. Рэйми решил использовать Октавиуса в качестве главного антагониста в фильме «Человек-паук 2» (2004) из-за того, что он был одновременно визуально интересным злодеем и персонажем, которого можно было рассматривать как вызывающего сочувствие. На роль рассматривалось несколько актёров, в том числе Альфред Молина, Эд Харрис, Крис Купер (который позже исполнил роль Нормана Озборна в «Новом Человеке-пауке 2»), Кристофер Уокен и Роберт Де Ниро; в феврале 2003 года Молина был отобран на роль Октавиуса для фильма, проходя физическую подготовку для этой роли.
Рэйми был впечатлён его игрой в фильме «Фрида» (2002), а также считал, что его крупные физические размеры соответствуют персонажу комиксов. Молина лишь кратко обсуждал эту роль и не знал, что он является сильным претендентом на неё. Он был большим фанатом Marvel Comics и был очень рад получить эту роль. Несмотря на то, что он не был знаком с Доком Спрутом, Молина нашёл один элемент из комиксов, который он хотел сохранить — жестокое, сардоническое чувство юмора персонажа.

### Спецэффекты
Для создания механических манипуляторов (прозванных «щупальцами») доктора Осьминога была нанята компания «Edge FX», которая изготовила корсет, пояс из металла и резины, резиновый позвоночник и четыре щупальца из вспененной резины длиной 8 футов (2,4 м) и общим весом 100 фунтов (45 кг). Когтями каждого щупальца, которые назывались «цветами смерти», управлял один кукловод, сидящий на стуле. Каждым щупальцем управляли четыре человека, которые репетировали каждую сцену с Молиной, чтобы создать естественное ощущение движения, как будто щупальца двигаются благодаря движениям мышц Октавиуса. На съёмочной площадке Молина называл свои щупальца «Ларри», «Гарри», «Мо» и «Фло» — при этом «Фло» было правым верхним щупальцем, им управляла женщина и выполняла такие деликатные действия, как снятие очков и прикуривание сигары. «Edge FX» работала только над сценами, где Октавиус несёт свои щупальца. Когда уже щупальца несут Октавиуса, использовалась компьютерная графика: установка высотой 20 футов (6,1 м) удерживала Молину, чтобы он парил над окружением, а компьютерные щупальца были добавлены на этапе пост-продакшна. Трёхмерные версии щупалец были отсканированы прямо с настоящих, чтобы они выглядели более реалистично. Однако использование реальных версий всегда было предпочтительнее в целях экономии средств, и каждая сцена всегда снималась сначала с настоящими щупальцами, чтобы понять, действительно ли необходимо CGI.
Для фильма «Человек-паук: Нет пути домой» (2021) механические щупальца Доктора Осьминога были созданы с помощью компьютерной графики, заменив корсет с щупальцами. По словам Тома Холланда, впоследствии Молине пришлось «заново учиться», как играть, используя их.

### Возвращение персонажа
Молина впервые выразил заинтересованность в том, чтобы вновь исполнить роль персонажа в серии «Новый Человек-паук». В интервью в августе 2014 года, продвигая фильм «Любовь — странная штука» (2014), Молина выразил готовность вернуться в роли Доктора Осьминога в фильме «Зловещая шестёрка», который планировался к выпуску в 2016 году, после того, как появление персонажа в этом фильме дразнили в конце «Нового Человека-паука. Высокое напряжение» (2014), но подумал, что создатели фильма могли выбрать другого актёра. К сентябрю 2019 года «Зловещая шестёрка» возобновила разработку, Эми Паскаль заявила в октябре следующего года, что в ней будут представлены злодеи из фильмов Marvel Studios о Человеке-пауке. К сентябрю 2021 года было подтверждено, что «Зловещая шестёрка» находится в активной разработке, действие которой будет происходить во Вселенной Человека-паука от Sony.
В декабре 2020 года сообщалось, что Молина вновь исполнит свою роль в фильме «Человек-паук: Нет пути домой» (2021), действие которого должно происходить в Кинематографической вселенной Marvel. В апреле 2021 года Молина подтвердил своё участие в фильме, назвав повторение своей роли «замечательным». Он также сообщил, что история Октавиуса в фильме начнётся через несколько мгновений после событий «Человека-паука 2». Для фильма Молина был омоложён на компьютере, чтобы он выглядел так, каким он был в 2004 году, несмотря на его опасения по поводу того, что его боевой стиль не выглядит реалистичным из-за его возраста, подобно персонажу Роберта Де Ниро в «Ирландце» (2019).

## Биография персонажа

### Превращение в Доктора Осьминога
Отто Октавиус впервые появляется, когда Гарри Озборн приходит к нему в гости, чтобы обсудить предстоящий эксперимент, и представляет его своему другу Питеру Паркеру. Гарри выражает надежду на награды, которые они могут получить за эксперимент, хотя Отто уверяет его, что он проводит эксперимент не ради наград, а потому, что «интеллект — это не привилегия, а дар, и он должен служить на благо человечества». Отто быстро подружился с Питером и объясняет ему, как много значит для него эксперимент по ядерному синтезу.
На следующий день Питер, Гарри и группа журналистов и сотрудников «Oscorp» приходят на эксперимент Отто. Во время демонстрации, чтобы помочь ему в проведении эксперимента по устойчивому термоядерному синтезу, Октавиус надевает на себя упряжь с четырьмя невосприимчивыми к теплу и магнетизму роботизированными манипуляторами со встроенным искусственным интеллектом, оснащённую чипом-ингибитором, подавляющий воздействие манипуляторов на разум Отто. Несмотря на успешное начало, ситуация выходит из под контроля. Октавиус игнорирует требования Гарри выключить устройство, что приводит к гибели жены Октавиуса, а сам Отто получает мощный удар током, в результате чего его чип-ингибитор уничтожается. При этом Питеру, переодевшегося в Человека-паука, удаётся остановить эксперимент.
В бессознательном состоянии Октавиуса отправляют в больницу, где врачи пытаются отпилить манипуляторы, однако они жестоко убивают хирургов. Очнувшийся Октавиус сбегает и прячется на заброшенном корабельном доке. Там Октавиус оплакивает смерть своей жены и сначала намеревается утопиться из-за своих действий, но неконтролируемые им манипуляторы убеждают его не делать этого и вместо этого завершить эксперимент, который он начал, и украсть деньги для его финансирования. Пока Питер и его тётя Мэй решают вопрос с бухгалтером в банке, Октавиус прибывает туда, чтобы выкрасть деньги из хранилища. Когда охранники пытаются его остановить, он раскидывает их и начинает собирать все деньги. Питер переодевается в Человека-паука и пытается остановить Октавиуса, в ходе чего тот берёт Мэй в заложники. Во время их битвы Октавиус сбрасывает её с крыши, но Человек-паук спасает её, а самому Отто удаётся сбежать.
Добыв средства от ограбления банка, Октавиус завершает восстановление своего термоядерного реактора, однако остаётся последний необходимый элемент — тритий, который питает установку. Отто навещает Гарри и требует больше трития. Тот предлагает сделку — в обмен на Человека-паука, которому Озборн мечтает отомстить за гибель отца, он отдаст доктору весь необходимый ему тритий. Когда Отто спрашивает, как он может найти его, Гарри объясняет, что искать его нужно через Питера Паркера, который фотографирует героя для новостной компании «The Daily Bugle». Через некоторое время, Октавиус врывается в кафе, где встречались Питер и Мэри Джейн. Он захватывает последнюю в заложницы и требует, чтобы Питер нашёл Человека-паука и убедил его с ним встретиться на Вестсайдской башне, иначе он убьёт Эм-Джей.
Человек-паук прибывает к башне и требует знать, где находится Эм-Джей. Не получив ответа, Паук вступает в битву с Октавиусом, в ходе чего они падают в поезд Нью-Йоркского метро. Октавиус ломает тормоза поезда и оставляет Питера спасать пассажиров, что он делает с огромным физическим трудом. Когда он теряет сознание от истощения, благодарные пассажиры спасают его от падения и заносят в поезд. В этот момент прибывает Октавиус, и пассажиры начинают защищать Человека-паука, однако доктор расталкивает всех благодаря своим манипуляторам. Отто захватывает Человека-паука и доставляет его Гарри, после чего забирает тритий. Сорвав с Человека-паука маску и увидев, что под ней скрывается его лучший друг, Гарри едва не теряет рассудок. Питер убеждает Гарри раскрыть местонахождение Октавиуса, чтобы он мог спасти Мэри Джейн, и узнаёт, что Октавиус восстанавливает свою установку, и что в результате может быть разрушена половина Нью-Йорка.
Человек-паук находит Октавиуса на заброшенном доке, где он возобновил свой эксперимент по ядерному синтезу, и вступает с ним в бой. По мере того как они сражаются, термоядерный реактор разрастается до огромных размеров и начинает притягивать к себе все магниты Нью-Йорка. Оглушив Октавиуса электричеством, Питер раскрывает свою истинную личность и умоляет его остановить машину. Тот резко отказывается и хватает Паркера за шею одним из манипуляторов. Однако Питер напоминает Октавиусу о том, что интеллект является даром и должен служить на благо человечества, а затем убеждает его отказаться от своей мечты ради общего блага. Поняв, что Питер прав, Октавиус возобновляет контроль над манипуляторами, но заявляет, что реактор никак не остановить и единственное решение — утопить установку в реке. Питер пытается сделать это, но Отто останавливает его, настаивая на том, чтобы это сделал он сам. Питер спасает Мэри Джейн, а Октавиус используя манипуляторы, разрушает опоры установки, успешно утопив устройство ценой своей жизни, заявив перед смертью, что «он не умрёт монстром».

### Перемещение в альтернативную вселенную
Из-за прерванной попытки Доктора Стивена Стрэнджа наложить заклинание и восстановить секретную личность Питера Паркера из другой вселенной, Октавиус незадолго до попытки затопления своего термоядерного реактора попадает в новую вселенную. Попав в другую реальность, Октавиус пытается найти свой реактор и в конце концов сталкивается с Человеком-пауком из данной вселенной, после чего нападает на него, думая, что он спрятал его установку. Во время боя Октавиус, отломав часть брони Железного паука, интегрирует нанотехнологии в свои манипуляторы. Затем он пытается убить Человека-паука, однако Питер переносит часть наночастиц на открытую Октавиусом область, чтобы защититься, открывая своё лицо. Увидев Питера, Октавиус не узнает в нём Питера Паркера. Благодаря наночастицам, Питер берёт манипуляторы Отто под свой контроль (назвав их позже «щупальцами») и спасает проректора Массачусетского технологического института. В момент появления на мосту Зелёного гоблина Стрэндж перемещает Паркера и Октавиуса в Санктум Санкторум, где помещает доктора Осьминога в магическую камеру, в одной из которых уже находится Курт Коннорс / Ящер, которого Стрэндж захватил ранее. Октавиус не верит, что видел с Питером на мосту Нормана Озборна, поскольку для него он уже 2 года как мёртв.
После того, как Человек-паук находит Макса Диллона / Электро, Флинта Марко / Песочного человека и приводит Нормана Озборна в Санктум Санкторум, Октавиус удивляется тому, что перед ним стоит живой Норман, и объясняет ему, что он погиб, сражаясь с Человеком-пауком. Питер удивляется словам Октавиуса, но внезапно Песочный человек заявляет, что и сам Октавиус также вскоре погиб, утонув вместе со своей установкой. Октавиус не верит ему, рассказывая, что Человек-паук пытался заглушить его установку, но доктор ему помешал, схватив его за горло манипулятором, однако затем оказался в этой вселенной. В это время возвращается Доктор Стрэндж и с помощью особого кубического артефакта собирается отправить злодеев обратно в их вселенные, однако понимая, что Стрэндж отправляет их на верную гибель, Питер отбирает волшебный куб у Стрэнджа и оставляет того в Зеркальном измерении, сообщая Стрэнджу, что должен попробовать помочь злодеям. Октавиус удивлён, тому что Паркер изо всех сил старался сделать это, аргументируя это тем, что было бы проще оставить их на произвол судьбы.
Приведя злодеев в квартиру Хэппи Хогана, Питер и Норман создают новый чип-ингибитор для щупалец Октавиуса на основе технологий Тони Старка. Поместив его на место старого чипа, Октавиус вновь и навсегда берёт контроль над своими щупальцами. Питер возвращает наночастицы с щупалец Октавиуса на свой костюм, снимая тем самым с них контроль. В благодарность Питеру, Октавиус предлагает ему свою помощь. Вскоре, Зелёный гоблин берёт верх над Озборном и убеждает других злодеев не отказываться от своих способностей. Октавиус попытается остановить их, однако Макс Диллон выбрасывает его из квартиры. Отто успевает ухватиться с помощью своих щупалец за стену здания и быстро отступает.
Позже, Октавиус прибывает на бой на Статуе Свободы, где помогает Человеку-пауку и двум его альтернативным версиям излечить от сверхспособностей Макса Диллона. Затем он встречается с Человеком-пауком из его вселенной, который, как он отметил, вырос с того времени, когда они в последний раз встречались. Когда Отто спрашивает Питера, как у него дела, Питер отвечает, что «побеждает лень», вспомнив их первый, вместе с Доктором разговор. Внезапно появляется Зелёный гоблин и пытается украсть магический куб Стрэнджа. Октавиус защищает Стрэнджа от бомб Гоблина и пытается остановить его, ухватив его глайдер одним из щупалец, однако Гоблин отрезает щупальце своим глайдером. Когда строительные подмостки вокруг Статуи Свободы начинают разрушаться из-за взрыва куба, вызванного бомбочкой Гоблина, Октавиус переносит Диллона в безопасное место. Когда Доктор Стрэндж накладывает новое заклинание, заставляя всех забыть о существовании Питера Паркера, Октавиус, Озборн, Марко и их Паркер возвращаются в свою вселенную.

## В других медиа

### Фильмы
- В телевизионном ролике Sony Pictures, посвящённом анимационному фильму «Человек-паук: Паутина вселенных» (2023), в эпизоде, где Майлз Моралес спасается от Мигеля О’Хары и его «Паучьей армии», проигрывается архивная аудиозапись из «Нет пути домой», на которой Отто Октавиус в исполнении Альфреда Молины говорит «Здравствуй, Питер»[29].

### Видеоигры
- Отто Октавиус / Доктор Осьминог, озвученный Альфредом Молиной, является главным антагонистом и финальным боссом игры Spider-Man 2 по фильму 2004 года. История происхождения персонажа совпадает с версией фильма, за исключением некоторых расширений: в то время как в фильме Курт Коннорс ограничивается упоминанием об их дружбе, в версии для PS2 Октавиус посещает его после становления Доктором Осьминогом, принудительно заставляя помочь в подготовке к эксперименту с тритием. Кроме того, по версии игры в подчинении Октавиуса находятся бандиты. Игрок трижды сражается с Осьминогом — в банке, на поезде и в убежище. В конечном итоге Октавиус жертвует жизнью, чтобы предотвратить последствия разрушительной мощи трития.
- Данная версия Доктора Осьминога появляется в игре Spider-Man: Friend or Foe (2007), где его озвучил Джо Аласки[30]. В этой альтернативной временной шкале, где все злодеи из фильмов о Человеке-пауке пережили свою смерть, Осьминог присутствует во время их совместной попытки убить Человека-паука в заставке игры. После битвы на группу нападает рой фантомов, и злодеи, включая Гоблина, внезапно телепортируются в другое место, в то время как Человека-паука спасает Щ.И.Т. Затем Осьминогу промывает мозги таинственная фигура, стоящая за фантомами и отправляет его в Токио, чтобы тот заполучил один из осколков метеора, использовавшийся для создания фантомов. Игрок сражается с Осьминогом рядом с термоядерном реактором, после чего уничтожает контролирующий разум злодея амулет. После этого Осьминог, стремясь отомстить тому, кто промыл ему мозги, неохотно объединяет усилия с Человеком-пауком и становится играбельным персонажем до конца игры.

## Критика и наследие
Эдриенн Тайлер из Screen Rant отмечал, что в «Человеке-пауке: Нет пути домой» персонаж стал более жёстким, нежели в «Человеке-пауке 2».
Возрождение персонажа в «Нет пути домой» (2021) было освещено ещё до выхода фильма с трейлером. Оно было названо ярким событием и вдохновило на различные интернет-мемы, основанные на сцене, где Октавиус говорит: «Здравствуй, Питер».

### Награды и номинации
| Год  | Фильм                          | Награда                                | Категория                                                           | Результат | Примечания |
| ---- | ------------------------------ | -------------------------------------- | ------------------------------------------------------------------- | --------- | ---------- |
| 2005 | «Человек-паук 2»               | Премия Лондонского кружка кинокритиков | Лучший британский актёр второго плана года                          | Номинация | [ 34 ]     |
| 2005 | «Человек-паук 2»               | MTV Movie Awards                       | Лучший злодей                                                       | Номинация | [ 35 ]     |
| 2005 | «Человек-паук 2»               | Спутник                                | Лучший актёр второго плана в жанре драмы                            | Номинация | [ 36 ]     |
| 2005 | «Человек-паук 2»               | Сатурн                                 | Лучший актёр второго плана                                          | Номинация | [ 37 ]     |
| 2005 | «Человек-паук 2»               | VES Awards                             | Выдающаяся игра актёра или актрисы в фильме с визуальными эффектами | Победа    | [ 38 ]     |
| 2022 | «Человек-паук: Нет пути домой» | Сатурн                                 | Лучший актёр второго плана                                          | Номинация | [ 39 ]     |